# Sør Arena
Sør Arena is een voetbalstadion in de Noorse stad Kristiansand. Het stadion werd gebouwd in het begin van de 21e eeuw, en werd op 15 april 2007 geopend met een lokale derby tussen de vaste bespeler IK Start en Viking FK uit Stavanger in een uitverkocht stadion.
Incidenteel wordt het stadion ook voor popconcerten gebruikt. Het toeschouwerrecord, ruim 20.000, werd gevestigd bij een concert van Elton John in 2007.